# قيادة (فلم)
قيادة (بالإنجليزية: Drive) هو فيلم جريمة ودراما أمريكي صدر في 2011 من إخراج نيكولاس ويندينج ريفن وسيناريو حسين أميني، مستوحى من رواية تحمل نفس الاسم ل جيمس ساليس. الفيلم من بطولة رايان غوسلينغ وكاري موليجان وبراين كرانستون وكرستينا هندريكس ورون بيرلمان وأوسكار إسحاق وألبرت بروكس.
كحال الرواية، تدور أحداث الفيلم حول شخص مجهول الاسم (يجسده راين)، يعمل في الصباح دوبلير، وفي المساء كسائق للهاربين. عرض الفيلم في عدة مهرجانات، منها مهرجان كان السينمائي 2011، حيث مدح كثيراً وتلقى تصفيق مع الوقوف. ربح نيكولاس ويندينج ريفن جائزة أفضل مخرج في المهرجان.
عند صدوره في سبتمبر 2011، تلقى الفيلم مديح هائل من النقاد، الذين قارنوه مع أفلام العصور الماضية. رشح قيادة لجائزة أفضل فيلم وأفضل مخرج في حفل توزيع جوائز الأكاديمية البريطانية للأفلام في 2012.

## طاقم التمثيل
- رايان غوسلينغ بدور «السائق»
- كاري موليجان بدور «ايرين»
- براين كرانستون بدور «شانون»
- ألبرت بروكس بدور «بيرني روز»
- أوسكار إسحاق بدور «ستاندرد غابرييل»
- رون بيرلمان بدور «ايزي»
- كرستينا هندريكس بدور «بلانش»

## الاستقبال النقدي
تلقى الفيلم إشادة كبيرة من النقاد. 93% من المراجعات جائت إيجابية على موقع الطماطم الفاسدة بنائاً على 234 مراجعة، مع متوسط تقييم 10/8.3. كان الإجماع النقدي للموقع: «مزيج مفرط من العنف والموسيقى والتصوير المذهل، قيادة يمثل رؤية محققة لفن العنف.» على ميتاكريتيك حاصل على متوسط تقييم 100/78 بناءً على 43 مراجعة.

## روابط خارجية
- مقالات تستعمل روابط فنية بلا صلة مع ويكي بيانات